# 보스턴 도시권

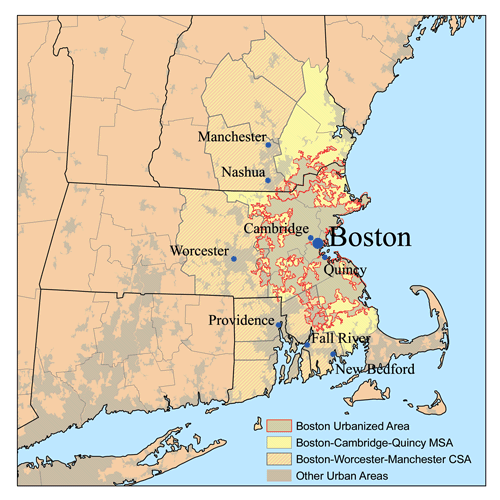
보스턴 대도시권

보스턴 대도시권(Greater Boston)은 매사추세츠주 보스턴을 중심으로 하는 광역 도시권이다. 퀸시, 케임브리지를 포함한 여러 도시를 합친다. 인구는 약 4,522,858명으로, 미국 10위의 도시권이다.